# NCSM Fredericton (FFH 337)
Pour les autres navires du même nom, voir NCSM Fredericton.
Le NCSM Fredericton (FFH 337), est une frégate de la Marine royale canadienne, le huitième de la classe Halifax. En service depuis 1994, il est assigné aux Forces maritimes de l'Atlantique et son port d'attache est la Base des Forces canadiennes Halifax, à Halifax en Nouvelle-Écosse.

## Historique
Le NCSM Fredericton est le deuxième navire à porter ce nom aorès le NCSM Fredericton (K245) en service de 1941 à 1946.

## Armement
En 2018, l'hélicoptère embarqué CH-124 Sea King est remplacé par un CH-148 Cyclone dans le cadre du remplacement de ces appareils au sein de la Marine canadienne par 28 Cyclones du constructeur Sikorsky à partir de novembre 2008.

## Carrière opérationnelle
Le NCSM Fredericton sert principalement dans l'océan Atlantique pour la protection de la souveraineté territoriale du Canada et l'application de la loi dans sa zone économique exclusive. La frégate a participé dans de nombreuses opérations de lutte anti-terrorisme (golfe Persique, Mer Rouge), et patrouille régulièrement l'océan Atlantique dans le cadre de missions de l'OTAN au sein de sa force navale Standing NATO Maritime Group 2 (SNMG2).
Le 6 mai 2009, un incendie se déclare dans la salle des machines du navire ; le Fredericton fait courte escale à Halifax avant de repartir pour la mer. Le 19 mars 2011, il est envoyé dans la mer Méditerranée pour rejoindre les alliés dans le cadre de la rébellion en Libye.
En avril 2020, le NCSM Fredericton est déployé en Méditerranée au sein du Deuxième Groupe maritime permanent de l'OTAN (SNMG2) dans le cadre de l'opération Reassurance. Le 29 avril 2020, alors qu'il est en mer Ionienne au large de la Grèce, son hélicoptère embarqué, un CH-148 Cyclone, s'abîme en mer pour une raison inconnue, à 50 milles à l'ouest de l'île grecque de Céphalonie en zone de contrôle italien, avec six membres d'équipage à son bord sans faire de survivants (un corps est retrouvé, cinq sont portés disparus),. Le commandement militaire canadien exclus tout acte hostile tandis que les boites noires sont rapidement retrouvées.